# Kārlis Baumanis
Kārlis Baumanis (11 mai 1835 – 10 janvier 1905), plus connu sous le nom de  Baumaņu Kārlis, est un compositeur letton  de l'Empire russe.

## Contribution
Il est l'auteur de la musique et des paroles du  Dievs, Sveti Latviju : (« Bénie soit la Lettonie »), l'hymne national letton (1870).
Kārlis Baumanis fut, au XIXe siècle, le premier compositeur à utiliser le mot « Lettonie » dans les paroles d'un chant alors que le pays faisait encore partie de l'Empire russe.
Baumanis travaillait comme enseignant et journaliste et vécut dans la municipalité de Limbaži où il était né jusqu'à sa mort le 10 janvier 1905 à l'âge de 69 ans ,.